# Чёрная (верхний приток Бузулука)
Чёрная — река в России, протекает по Волгоградской области. Длина реки составляет 86 км, площадь водосборного бассейна 718 км². Исток реки расположен в балке Чернореченской чуть выше хутора Секачи на высоте около 135 метров над уровнем моря. Устье реки находится в 196 км по правому берегу реки Бузулук, на высоте около 93 метров на уровне моря
По данным государственного водного реестра России относится к Донскому бассейновому округу, водохозяйственный участок реки — Бузулук, речной подбассейн реки — Хопер. Речной бассейн реки — Дон (российская часть бассейна).
На реке расположены следующие хутора (от истока к устью): Секачи, Подкаменский, Астахов, Бесов, Чернолагутинский, Будённый